# М'якохвіст великий
М'якохві́ст великий (Phacellodomus ruber) — вид горобцеподібних птахів родини горнерових (Furnariidae). Мешкає в Південній Америці.

## Опис
Довжина птаха становить 19-21 см, вага 35-51 г. Виду притаманний статевий диморфізм. Верхня частина тіла коричнева, тім'я, крила і хвіст руді. Нижня частина тіла білувата, легко поцяткована темним лускоподібним візерунком. Очі жовті.

## Поширення і екологія
Великі м'якохвости мешкають у внутрішніх районах південної Бразилії, в Болівії, Парагваї і північній Аргентині, трапляються в Уругваї. Вони живуть в чагарниковиму підлоіску вологих рівнинних тропічних лісів, в галерейних лісах, на болотах, на берегах річок і озер. Зустрічаються парами, на висоті від 300 до 1400 м над рівнем моря. Живляться переважно комахами. Гніздяться у великих, конусоподібної форми гніздах, які роблять з гілок і розміщують на деревах. Сезон розмноження триває з жовтня по січень. 